# Batrachostomus
Batrachostomus – rodzaj ptaków z rodziny paszczaków (Podargidae).

## Zasięg występowania
Rodzaj obejmuje gatunki występujące w Azji Południowej i Południowo-Wschodniej.

## Morfologia
Długość ciała 19–43 cm; masa ciała 46–206 g.

## Systematyka

### Etymologia
- Batrachostomus: gr. βατραχος batrakhos „żaba”; στομα stoma, στοματος stomatos „usta”[7].
- Bombycistomas: rodzaj Bombyx Hübner, 1818 (jedwabnik), od gr. βομβυξ bombux „jedwab”; στομα stoma, στοματος stomatos „usta”[8]. Gatunek typowy: Podargus auritus J.E. Gray, 1829.
- Otothrix: gr. ους ous, ωτος ōtos „ucho”; θριξ thrix, τριχος trikhos „włosy”[9]. Gatunek typowy: Otothrix hodgsoni G.R. Gray, 1859.

### Podział systematyczny
Do rodzaju należą następujące gatunki:
- Batrachostomus auritus (J.E. Gray, 1829) – gębal uszaty
- Batrachostomus harterti Sharpe, 1892 – gębal oczkowany
- Batrachostomus septimus Tweeddale, 1877 – gębal cynamonowy
- Batrachostomus stellatus (Gould, 1837) – gębal łuskowany
- Batrachostomus moniliger Blyth, 1849 – gębal cejloński
- Batrachostomus hodgsoni (G.R. Gray, 1859) – gębal długosterny
- Batrachostomus poliolophus E. Hartert, 1892 – gębal krótkosterny
- Batrachostomus mixtus Sharpe, 1892 – gębal krępy
- Batrachostomus affinis Blyth, 1847 – gębal malajski
- Batrachostomus javensis (Horsfield, 1821) – gębal jawajski
- Batrachostomus chaseni Stresemann, 1937 – gębal palawański
- Batrachostomus cornutus (Temminck, 1822) – gębal sundajski